# Japanan (Kemlagi)
Japanan is een bestuurslaag in het regentschap Mojokerto van de provincie Oost-Java, Indonesië. Japanan telt 4962 inwoners (volkstelling 2010).